# Rawang Pasar V
Rawang Pasar V is een bestuurslaag in het regentschap Asahan van de provincie Noord-Sumatra, Indonesië. Rawang Pasar V telt 3001 inwoners (volkstelling 2010).